# ISO 16484
Die internationale Norm ISO 16484 beschäftigt sich mit Gebäudeautomatisierung und den benötigten Regelungs- und Steuerungssystemen (Building automation and control systems BACS). Sie besteht aus mehreren Teilen:
- Teil 1 beschäftigt sich mit der Projektplanung und -ausführung.
- Teil 2 spezifiziert die Hardwareanforderungen und bietet Definitionen, Bezeichnungen und Abkürzungen für Teil 2 und 3. Er beschreibt auch den generischen Anteil eines Systems.
- Teil 3 spezifiziert die Gesamtfunktionalität des Systems, inklusive der Projektierungsaspekte, die auch Vorlagen für Anlagendokumentation enthalten.
- Teil 5 definiert das BACnet-Prototoll, über das ein Leitsystem mit der Peripherie und anderen Leitsystemen kommuniziert.
- Teil 6 enthält Testroutinen für BACnet.

Weitere Teile sind zurückgezogen oder in Bearbeitung:
- ISO/NP 16484-4 Building automation and control systems – Part 4: Applications
- ISO/NP 16484-7 Building automation and control systems – Part 7: Project Implementation